# Diocesi di Castulo
La diocesi di Castulo (in latino Dioecesis Castulonensis) è una sede soppressa e sede titolare della Chiesa cattolica.

## Storia
Castulo, che nel Medioevo era chiamata Cazlona, era un'antica città ibera, capitale dell'Oretania; i suoi resti oggi si trovano a pochi chilometri dal centro abitato di Linares in Andalusia.
Secondo una tradizione non confermata storicamente, la primitiva sede episcopale era la città di Iliturgi, corrispondente all'odierno comune spagnolo di Mengíbar in Andalusia, che fu sede di uno dei sette apostoli della Spagna (viri apostolici), sant'Eufrasio, che vi subì il martirio nel corso del I secolo. In seguito la diocesi sarebbe stata trasferita a Castulo.
Storicamente una dioecesis Castulonensis è attestata solamente a partire dall'inizio del IV secolo ed i suoi vescovi presero parte ai concili di Elvira e di Sardica. Probabilmente la sede era suffraganea dell'arcidiocesi di Cartagena, sede metropolitana della provincia romana della Cartaginense, di cui Castulo faceva parte.
In seguito, per oltre due secoli non si hanno più notizie di questa antica diocesi iberica, che ricompare verso la fine del VI secolo, quando ormai sulla penisola regnavano i visigoti. Il primo vescovo noto di questo periodo è Teodoro, che prese parte al terzo concilio di Toledo del 589; altri vescovi di Castulo presero parte ai successivi concili visigoti fino al 656. La diocesi apparteneva ora alla provincia ecclesiastica dell'arcidiocesi di Toledo.
Con il VII secolo Castulo iniziò un periodo di inesorabile decadenza a vantaggio della vicina città di Beacia, assunta contestualmente al rango di capoluogo amministrativo della regione. L'ultimo vescovo noto di Castulo appare nel decimo concilio di Toledo del 656; nel successivo concilio del 675 è presente il vescovo Rogato di Baeza. Nei vent'anni intercorsi tra i due concili la sede di Castulo fu soppressa e trasferita a Baeza, i cui vescovi sono attestati fino al XIII secolo, quando a sua volta venne trasferita a Jaén.
Dal 1969 Castulo è annoverata tra le sedi vescovili titolari della Chiesa cattolica; la sede è vacante dal 12 giugno 2021.

## Cronotassi

### Vescovi
- Secondino † (presente al concilio di Elvira)
- Aniano † (presente al concilio di Sardica)
- Teodoro † (menzionato nel 589)
- Venerio † (menzionato nel 610)
- Perseveranzio † (prima del 633 - dopo il 636)
- Marco † (prima del 646 - dopo il 656)

### Vescovi titolari
- Ángel María Ocampo Berrio, S.I. † (20 febbraio 1970 - 10 marzo 1973 dimesso)
- Enrico Bartolucci Panaroni, M.C.C.I. † (14 giugno 1973 - 10 febbraio 1995 deceduto)
- Riccardo Ruotolo † (6 dicembre 1995 - 1º agosto 2012 deceduto)
- Adelio Dell'Oro (7 dicembre 2012 - 31 gennaio 2015 nominato vescovo di Karaganda)
- Víctor Alejandro Aguilar Ledesma (1º dicembre 2015 - 12 giugno 2021 nominato vescovo di Celaya)